# ويليام لويس دوغلاس
ويليام لويس دوغلاس (بالإنجليزية: William Lewis Douglas)‏ هو سياسي أمريكي، ولد في 22 أغسطس 1845 في الولايات المتحدة، وتوفي في 17 سبتمبر 1924 في بروكتون في الولايات المتحدة. حزبياً، نشط في الحزب الديمقراطي. وقد انتخب عضو مجلس ولاية ماساتشوستس وانتخب عضو مجلس نواب ماساتشوستس وانتخب حاكم ماساتشوستس ‏ (5 يناير 1905 – 4 يناير 1906).